# 明爱女子短期大学
明爱女子短期大学（日语：／ Caritas Joshi Tanki Daigaku *），简称Karitan是過去一所位于日本神奈川县横滨市青叶区的私立短期大学。

## 概要

### 简介
- 学校最早可以追溯到1960年[1]。短期大学为于1966年开办[1]、由学校法人明爱学园[注 5]经营。来源于加拿大魁北克的明爱出家人[2]、天主教系短期大学之一。

### 历史
- 1966年 明爱女子短期大学成立并同时设置英语科于川崎市多摩区。学生数49个人[3][1]。
- 1981年 迁到神奈川县横滨市青叶区[1]。
- 1983年 法语科成立[1]。
- 1995年 英语科和法语科合并为语言文化学科（英语·英语圈文化专攻、法语·法语圈文化专攻、交流文化专攻）[1]。
- 1997年 英语科和法语科正式停办[4]。
- 2009年 英语·英语圈文化专攻、法语·法语圈文化专攻、交流文化专攻各合并为语言文化学科[4]。
- 2014年 招生最后[5]。

### 宪章
- 请参看明爱女子短期大学的标志 （日語） 2013年12月30日阅览。

## 学校环境
- 校区：在神奈川县横滨市青叶区

## 历任校长
- リタ・デシャエンヌ：第一代短期大学校长[3]。
- 久山宗彦：前短期大学校长[4]
- 北川宣子：现在短期大学校长[6]

## 著名人和有关人员
- 大贺正喜：教员

## 组织

### 学科
| - 语言文化学科 - 英语·英语圈文化专攻 - 法语·法语圈文化专攻 - 交流文化专攻 |

### 前学科
| - 英语科 - 法语科 |

### 专科
| - 没有 |

### 业余课程
| - 没有 |

## 知名校友
- 小原隆子:新闻主播
- 井上看:新闻主播
- Salyu:歌手

## 相关链接
- 日本短期大学列表
- 国际明爱